# قرار مجلس الأمن التابع للأمم المتحدة رقم 2039
قرار مجلس الأمن التابع للأمم المتحدة رقم 2039، المتخذ بالإجماع في 29 فبراير 2012.

## روابط خارجية
- نص القرار في undocs.org